# 冷泉為相
冷泉 為相（れいぜい ためすけ）は、鎌倉時代中期から後期にかけての公卿・歌人。権大納言民部卿・藤原為家の晩年の子。母は『十六夜日記』作者として知られる阿仏尼（安嘉門院四条）。官位は正二位・権中納言。冷泉家の祖。

## 経歴
文永2年（1265年）3歳で従五位下に叙爵。文永5年（1268年）従五位上、文永8年（1271年）侍従に任じ、文永12年（1275年）美作権守を兼ねた。
弘安2年（1279年）正五位下、正応元年12月（1289年1月）従四位下に進む。左近衛少将・右近衛中将・左兵衛督を経て、徳治3年（1308年）従三位・参議に叙任される。延慶2年（1309年）正三位・阿波権守に進む。応長2年（1312年）には従二位に昇叙。文保元年（1317年）正二位・権中納言に至るが同年出家。嘉暦3年（1328年）薨去。享年66。
父・為家が建治元年（1275年）に死去した後、所領であった播磨国細川庄や文書の相続の問題で異母兄の為氏と争い、為相の母・阿仏尼（奥山度繁の娘（養女））が鎌倉へ下って幕府に訴えている（この間の事情は『十六夜日記』に詳しい）。また、為相も度々鎌倉へ下って幕府に訴え勝訴するが、その際に鎌倉における歌壇を指導し、「藤ヶ谷式目」を作る等して鎌倉連歌の発展に貢献している。その一方、京都の京極派の歌合や『文保百首』等にも参加している。また娘の一人は8代将軍・久明親王に嫁ぎ久良親王を儲けている。こうした関係から晩年は鎌倉に移住して将軍を補佐し、同地で薨去している。
『新後撰和歌集』以下の勅撰和歌集に入集している。家集には2種類の『為相百首』や『藤谷和歌集』がある。
なお、冷泉家の分家に藤谷家があるが、藤谷家の家名は為相が鎌倉の藤ヶ谷（ふじがやつ）に関東における別宅を構えた事に由来する。山城国の公家からは、藤谷黄門（ふじたにこうもん）と呼ばれ、公家でありながら幕府と非常に親しい関係にあった（今日では、『吾妻鑑』編纂のために祖父・藤原定家の『明月記』の抜粋を送ったと考えられている）。神奈川県鎌倉市の浄光明寺に葬られた。

## 官歴
- 文永2年（1265年）4月13日：従五位下に叙す。
- 文永5年（1268年）8月24日：従五位上に叙す。
- 文永8年（1271年）4月：侍従に任ず。
- 文永12年（1275年）正月18日：美作権守を兼ぬ。8月16日（建治元年）：任に復す。
- 弘安2年（1279年）8月12日[2]：正五位下に叙す。名を為輔より為相に改む。
- 弘安6年（1283年）5月29日：任に復す。
- 正応元年12月20日（1289年1月13日）：従四位下に叙す。
- 正応3年（1290年）正月13日：左近衛少将還任。
- 正応5年（1292年）3月29日：右近衛中将に転ず。11月5日：従四位上に叙す。
- 永仁2年（1294年）3月27日：正四位下に叙す。
- 正安2年（1300年）4月17日：左兵衛督に任ず。
- 正安3年（1301年）4月5日：左兵衛督を止む。
- 徳治3年（1308年）2月7日：従三位に叙す。5月9日：参議に任ず。12月10日：侍従を兼ぬ。
- 延慶2年（1309年）3月23日：阿波権守を兼ぬ。11月23日：正三位に叙す。
- 延慶3年（1310年）3月9日：参議を辞す。右衛門督に遷任。
- 応長元年（1311年）5月26日：右衛門督を止む。
- 応長2年（1312年）7月5日：従二位に叙す。
- 文保元年（1317年）6月1日：権中納言に任ず。12月22日：辞任し、正二位に叙す。

## 系譜
- 父：藤原為家
- 母：阿仏尼 - 奥山度繁の養女
- 妻：不詳
- 生母不明の子女
  - 長男：冷泉為成（?-1330）
  - 次男：冷泉為秀（?-1372）
  - 女子：久明親王妃
  - 女子：（?-?）
  - 女子：（?-?）
  - 女子：（?-?）